# Eberhard Ablauff z Porýní
Eberhard Ablauff de Rheno, též Eberhard Ablauff z Porýní OFM byl německý františkán činný na přelomu 15. a 16. století působící rovněž v českých zemích. Zajímal se o soudobou křesťanskou spiritualitu, humanismus a byl autorem kronikářských zápisů zaznamenávajících obecné dějiny i události ve františkánském řádu.

## Život
Podle přídomku „de Rheno“, česky „z Porýní“ můžeme usuzovat že bratr Eberhard pocházel ze západní části německých zemí. Z neznámých důvodů se nicméně dostal dále na východ a v roce 1482 bychom jej potkali v Lipsku, kde tehdy údajně vstoupil do místního františkánského kláštera Svatého Ducha a studoval teologii, podle některých údajů a na Lipské univerzitě. Pravděpodobněji se však vzdělával na klášterních (partikulárních) řádových studiích Menších bratří v Lipském klášteře. Konvent v Lipsku až do roku 1498 náležel jen částečně reformované větvi minoritů - konventuálů. Bratr Eberhard tak patrně nejprve poznal tuto františkánskou větev, jíž byl později protivníkem, jak vyplývá z jeho zápisků v jeho knihách a jím psané kronice (viz níže). Po Lipsku ještě dále pobýval v klášterech konventuálů v Míšni a Torgau. Teprve roku 1497 je zmínka o něm mezi františkány - reformáty u Sv. Jakuba ve Vratislavi, kde působil jako kazatel a lektor. V roce 1501 přestoupil z františkánské větve reformátů do větve observantů a zřejmě nadále pobývajíc ve Slezsku, snad ve Vratislavi, tak nicméně administrativně již náležel do české řádové provincie. Od roku 1505 se jako řádový představený nebo sekretář účastnil provinčních kapitul, od téhož roku pobýval ještě ve Slezsku v klášteře sv. Jiljí ve městě Złotoryja. Pravděpodobně v roce 1505 pobýval v olomouckém klášteře, následně od roku 1506 do 1508 pobýval v kadaňském řeholním domě a po roce 1512 vedou stopy po něm do kláštera v Kamenci v Horní Lužici. V roce 1527 žil opět v Kadani. Během pobytu v Kadani mohl být Eberhard duchovním rádcem místního pána Jana Hasištejnského z Lobkovic, kterého svým pohledem na smrt a umírání snad ovlivnil při tvorbě jeho specifické makabrické tumby.
Poslední známé informace o františkánu Eberhardu Ablauffovi jsou z roku 1528, kdy si do své kroniky jako poslední událost zaznamenal Bernskou disputaci ve švýcarském Bernu, na níž četní zástupci církve vedeni učením Ulricha Zwingliho schválili články determinující reformaci místní církve. Za místo Ablauffova úmrtí je nepřesně považováno Brno,,  případně Hlohov, podle knih pozůstalých po bratru Eberhardovi to mohla být kromě Brna též Kadaň.

## Dílo
Prakticky celý život provázel Eblauffa středně veliký svazek, kam si opisoval a zapisoval různé texty zejména týkající se františkánského řádu. Za úvodní tisk o řeholních předpisech františkánů si bratr Eberhard připsal celou řadu textů pro vlastní potřebu. Výklad hymnu o sv. Františku z Assisi Proles de coelo prodiit na počátku knihy si zaznamenal již během svých studií v Lipsku roku 1482. Zřejmě záhy na to přidal opisy drobnějších františkánských a humanistických textů. Velkou část sborníku si však bratr Eberhard zapsal až v roce 1505 a následujících, kdy postupně pobýval v klášterech v Hlubčicích a Olomouci a současně se zapojil do účasti na provinčních kapitulách, tedy do řízení české františkánské provincie. Zaznamenal si obhajoby reformovaných františkánů - observantů proti minoritům - konventuálům, napomenutí Ludvíka z Pruska pro řeholníky vizitující kláštery, papežské buly týkající se řádu, nebo dílo jednoho z nejvýznamnějších soudobých františkánských teologů a vizitátora českých františkánů Ludvíka z Verony (Ludovicus a Turre) s názvem Apologia et defensorium fratrum minorum de observantia.
	Nejdůležitější součástí svazku je jeho poslední dílo, jehož je Ablauff sám autorem - „kronika“ františkánského řádu v českých zemích včetně Slezska známá podle svých úvodních slov jako De novella plantacione provincie Austrie, Bohemie et Polonie quo ad fratres minores de observancia Cronica. Letopisné záznamy Ablauffa nelze považovat za kroniku v striktním významu, zejména protože si zápisky konal pro svou osobní potřebu. Nejprve si v zmíněném roce 1505 zapsal retrospektivně letopisné údaje české františkánské provincie od roku 1451. Jednotlivé roky začínají vždy slavením řádových kapitul spolu se jmény a událostmi tam probranými. Následují další informace o řádu jako jmenování vizitátorů, statuta, prosazování observance na úrovni celého řádu apod. a významné události roku - požáry, mor a další týkající se zejména františkánů, méně pak obecné události světské jako okolnosti císaře nebo válek. Rok končí vždy úmrtími významných bratří. V letech 1505 až 1528, tedy zřejmě do svého skonu, Ablauff zapisoval již jednotlivá léta postupně, každý rok zvlášť, snad vždy po jeho uplynutí. Záznamy jsou též podrobnější a představují zajímavé soudobé svědectví umožňující nahlédnout do života a starostí vzdělaného řeholníka na počátku novověku. Nejobsáhleji popisovány jsou záležitosti týkající se protestantismu, jeho šíření, příkoří činěná řeholníkům nebo jejich konverze k novému vyznání. Bratr Eberhard také zaznamenal soudobé spory františkánů ve Slezsku, které měly jednak národnostní základ, jednak vycházely z konfliktů s konventuály a řešily se na nejvyšších místech včetně zapojení Jana Filipce jako vlivného přímluvce nejen u panovníka. Ablauff tak zaznamenal tak mimo jiné vyhnání bratří z Lehnice roku 1524, násilnosti okolo k luterství konvertujícímu františkánu Benedikta z Plzně v Jindřichově Hradci v témže roce, údajné zapálení kláštera v Krupce protestanty roku 1528, několik požárů měst a klášterů a samozřejmě také témata řádové spirituality a předpisů probírané na kapitulách či dalších shromážděních. Světské události zachytil Ablauff jen okrajově a výběrově dle svého zájmu, jako například údajné uhoření čtyř dominikánů v švýcarském Bernu roku 1509, proti nimž měl konat ďábel pro jejich odmítání a spekulace ohledně Neposkvrněného početí Panny Marie.
Další Ablauffem shromážděné tisky, rukopisy a jeho vlastní opisy jsou součástí několika
dodnes známých konvolutů a svazků:
- Knihovna Královské kanonie premonstrátů na Strahově, signatura: DM IV 4/a. Svazek dnes obsahuje devět tisků, některé mají přípisy bratra Eberharda, další mohly být svázány až později, když se tituly dostaly do kadaňské klášterní knihovny. Ablauffovy latinské distichy, písně Carmen de Nativitate Christi nebo satirická Carmina Johannis Baptistae Capranicensis ad praelatos naznačují jeho zájem o latinskou kulturu a humanismus, traktáty polemizující o Sedmi bolestech nebo Neposkvrněném početí Panny Marie ukazují na jeho zájem o františkánskou teologii.
- Soubor menších děl od Augustina Aurelia nebo jemu připisovaných mohl mít Ablauff v osobním užívání nebo knihu studovat v kadaňské klášterní knihovně (dnes Knihovna Královské kanonie premonstrátů na Strahově, signatura: DQ IV 17). Jeho zájem o Augustinův odkaz a potažmo patristiku naznačuje jím sestavený rukopisný rejstřík k dílu.
- Národní knihovně ČR, signatura XIII G 3. Do svazku si bratr Ablauff zapisoval různá kázání zejména františkánských autorů a morální traktáty vhodné ke zpovědi. Rukopis vznikal postupně někdy mezi lety 1489 a 1512.[15] Sborník textů bývá nazýván Collectio tractatuum de morte. Jeho dominantní čás totiž tvoří opisy několika autorů o smrti a umírání, například velmi populární (údajně tehdy 11x vytištěný) spis Speculum finalis retributionis od františkána Petra Reginaldeta.[16] Tyto doplňují morální pomůcky užitečné pastorálně činnému knězi a několik písní. Rukopis si Eberhard sepisoval pro vlastní potřebu, brával ho s sebou při stěhování a používal ho patrně jednak při rozjímání, ale i při přípravě kázání. Jedná se o typickou knihu sloužící nikoli formou, ale svým obsahem pro osobní potřebu vlastníka. Je psána prostou, ale pečlivou bastardou, obsahuje opisy jiných manuskriptů nebo tehdy již i tisků. Nejstarší zápisy jsou ve vztahu k saské františkánské (reformátské) provincii (Torgau, Míšeň), teprve později k českému observantskému vikariátu (Kadaň, lužický Kamenec). V roce 1512, kdy Eberhard Ablauff předpokládaně opustil Kadaň, ponechal svazek v místním klášteře, kde jej řeholníci uložili do své konventní knihovny.
- Prvotisk postních kázání italského františkána bl. Michaela de Carcano (1427-1484) Sermonarium de decem praeceptis per quadragesimam.[17] Autor - společník Bernardina ze Sieny, protagonista františkánské observance a bojovník proti zahálce v nich klade velký důraz opět na morální otázky lidského života. Na volné listy přivázané za tisk si Eberhard v roce 1526 opsal dílo „Ex tribus una Maria“, které napsal francouzský teologa a humanista Jacques Lefèvre d'Étaples (Jacobus Fabri Stapulensis, ca.1455 – 1536).[18] Buď přímo z Ablauffových rukou nebo později během úpadku za reformace kniha opustila františkánské prostředí a do svého majetku ji získal pražský kanovník a literát Jiří Barthold Pontanus z Breitenberka.[19] Obsažená díla ukazují na osobní zájem františkána Ablauffa v obnově osobního duchovního života, který se v Evropě šířil paralelně s reformací církve a zasáhl i jiné české františkány, jako například Jana Filipce.

Z Ablauffových textů a opisů je zřejmý jeho osobní zájem o humanismus, reformu františkánství a opravdový křesťanský život, spolu s odmítáním odpůrců hlavního církevního proudu, ať již v podobě utrakvismu nebo luterství